# Anne-Grete Strøm-Erichsen
Anne-Grete Strøm-Erichsen   (Bergen, 21 d'octubre de 1949) és una política noruega del Partit Laborista. Va ser ministra de Defensa de 2005 a 2009 i de nou de 2012 a 2013. També va ser ministra de Salut i Serveis d'Atenció de 2009 a 2012. En política local, va treballar com a alcalde de Bergen de 1999 a 2000 i el seu primer Comissionat en Cap de 2000 a 2003.

## Biografia
Strøm-Erichsen va estudiar enginyeria EDB en l'Institut Universitari de Bergen el 1974. Després va estudiar en la South Dakota School of Minis & Technology als Estats Units fins a 1981 i va treballar amb els sistemes d'EDB en la Universitat de Bergen fins a 1984. Posteriorment va ser consultora principal en Siemens Nixdorf de 1988 a 1991 i BDC AS de 1991 a 1995.

## Carrera política

### Política local
Strøm-Erichsen va ser alcaldessa de Bergen de 1999 a 2000 i va presidir el seu ajuntament de 2000 a 2003.Com a alcaldessa, va ser presidenta de l'Organització de Ciutats del Patrimoni Mundial de 1999 a 2001. També va presidir el capítol del partit del comtat de 1997 a 1999 i va ser membre del comitè central del Partit Laborista de 2002 a 2007.

### Primer mandat com a ministra de Defensa
Va ser triada per al Storting de Hordaland en les eleccions de 2005. El 17 d'octubre de 2005 va ser nomenada ministra de Defensa en el Govern de la Coalició vermella-verda, encapçalada per Jens Stoltenberg. El seu escó en el parlament va ser ocupat per Dag Ole Teigen.
El setembre de 2007, Strøm-Erichsen va expressar que les forces especials noruegues a l'Afganistan podrien haver matat elements hostils, afegint a més que hi havia raons per creure que ho havien fet, i que era "no una cosa que amaguem".
L'abril de 2008, Strøm-Erichsen va rebre ofertes dels fabricants d'aeronaus Saab i Lockheed Martin per lliurar els nous avions de combat per força Aèria de Noruega. Els respectius avions dels fabricants van ser presentats per l'ambaixador dels Estats Units en Noruega Benson K. Whitney i el ministre suec de defensa Sten Tolgfors, respectivament. Strøm-Erichsen ho va descriure com una decisió difícil de prendre, ja que les dues aeronaus representen diferents qualitats operatives militars amb diferents acords industrials en el fons.
El febrer de 2009, Strøm-Erichsen va declarar que Noruega havia participat amb forces especials a l'Afganistan, amb 600 soldats i 750 NOK a l'any, en resposta a la indicació dels EUA de pressionar als aliats de l'OTAN perquè enviessin més soldats.

### Ministra de Salut i Serveis d'Atenció
Després de les eleccions de 2009, va ser nomenada ministra de Salut i Serveis d'Atenció.

### Segon mandat com a ministra de Defensa
Després d'una remodelació del Gabinet el 21 de setembre de 2012, va ser nomenada ministra de Defensa en substitució d'Espen Barth Eide, que havia estat nomenada ministra d'Afers exteriors.
El febrer de 2013, va moderar la seva posició sobre si Suècia podria rebre o no ajut militar si els atacaven. Va expressar que era una cosa que no podia prometre. Abans d'això, havia assistit a una cimera de l'OTAN amb altres ministres de Defensa, i més tard va visitar Estocolm.
Després de l'avaluació del Ministeri de Defensa en el sentit que el cap de Defensa Harald Sunde no era incompetent quan va nomenar Karl Egil Hanevik com a cap de les forces especials, Strøm-Erichsen va dir que prendria nota de l'avaluació legal del ministeri. El cas havia estat revelat per VG el dia abans, destapant que Sunde tenia una connexió personal amb Hanevik.
El juny, va presentar noves respostes al Comitè Permanent d'Escrutini i Assumptes Constitucionals sobre correus electrònics crítics del Comandament de la Marina. Va prendre aquesta mesura després de ser criticada per no considerar les al·legacions de mentida, manipulació i amenaces de vigilància des del nivell superior de l'exèrcit noruec en relació amb la proposta de traslladar el Comando de Caçadors Marins de Ramsund i Bergen a Rena.
L'estiu de 2013, sota el seu lideratge, l'Storting va decidir introduir una conscripció neutral en les Forces Armades de Noruega, que es va introduir el 2015 sota el lideratge del seu successor, Ine Eriksen Søreide.
No va optar a la reelecció en les eleccions de 2013.